# 71. Międzynarodowy Festiwal Filmowy w Cannes
71. Międzynarodowy Festiwal Filmowy w Cannes odbył się w dniach 8−19 maja 2018 roku. Imprezę otworzył pokaz hiszpańskiego filmu Wszyscy wiedzą w reżyserii Asghara Farhadiego. W konkursie głównym zaprezentowanych zostało 21 filmów pochodzących z 15 różnych krajów.
Jury pod przewodnictwem australijskiej aktorki Cate Blanchett przyznało nagrodę główną festiwalu, Złotą Palmę, japońskiemu filmowi Złodziejaszki w reżyserii Hirokazu Koreedy. Drugą nagrodę w konkursie głównym, Grand Prix, przyznano amerykańskiemu filmowi Czarne bractwo. BlacKkKlansman w reżyserii Spike’a Lee.
Oficjalny plakat promocyjny festiwalu przedstawiał aktorów Annę Karinę i Jean-Paula Belmondo w scenie z filmu Szalony Piotruś (1965) Jean-Luka Godarda. Galę otwarcia i zamknięcia festiwalu prowadził francuski aktor Édouard Baer.

## Członkowie jury

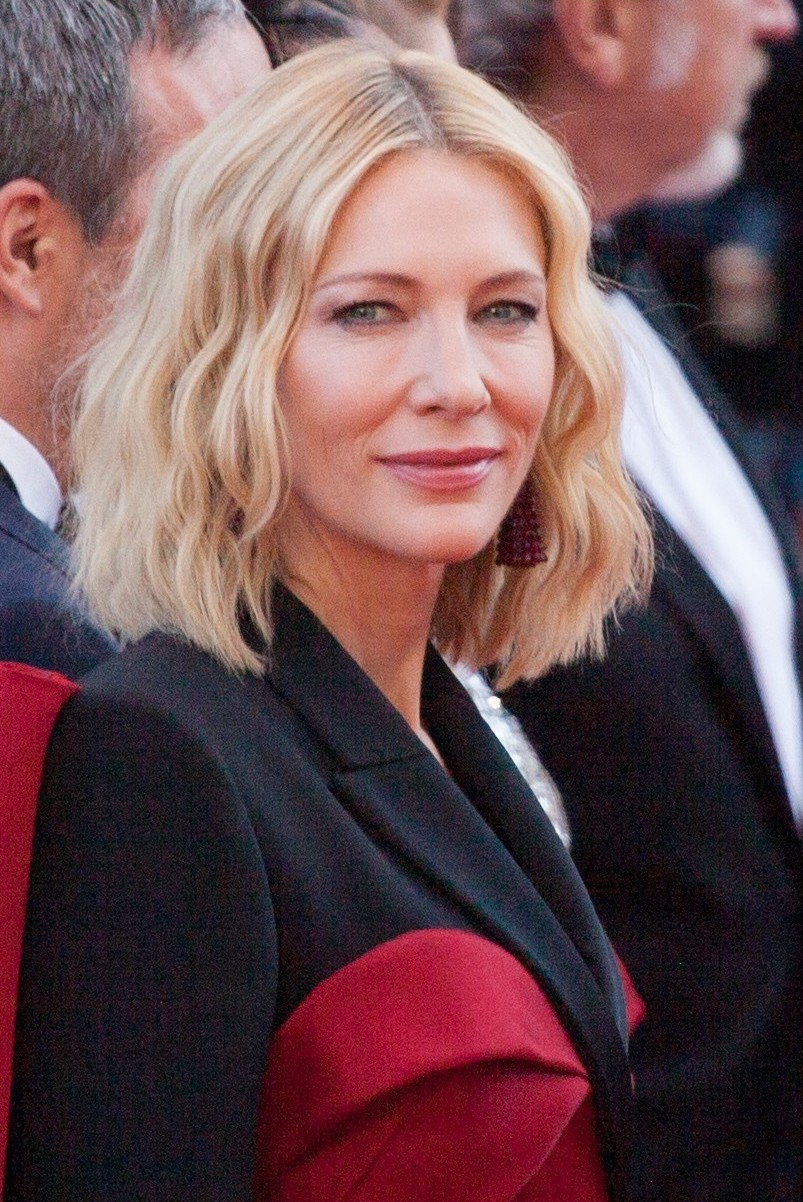
Przewodnicząca jury konkursu głównego Cate Blanchett.

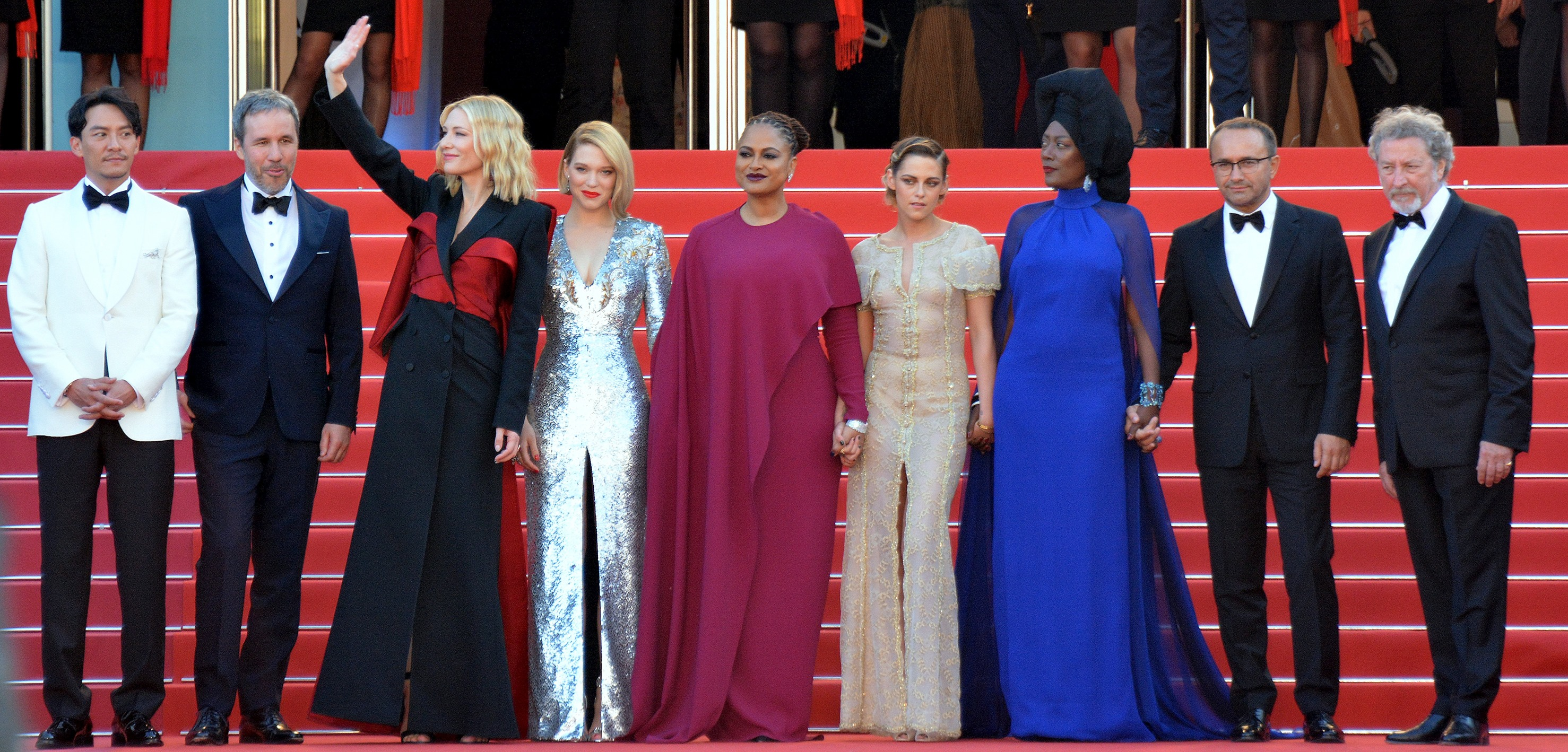
Jury konkursu głównego.

### Konkurs główny
- Cate Blanchett, australijska aktorka − przewodnicząca jury[6]
- Chang Chen, tajwański aktor
- Ava DuVernay, amerykańska reżyserka
- Robert Guédiguian, francuski reżyser
- Khadja Nin, piosenkarka z Burundi
- Léa Seydoux, francuska aktorka
- Kristen Stewart, amerykańska aktorka
- Denis Villeneuve, kanadyjski reżyser
- Andriej Zwiagincew, rosyjski reżyser

### Sekcja "Un Certain Regard"
- Benicio del Toro, portorykański aktor − przewodniczący jury
- Kantemir Bałagow, rosyjski reżyser
- Julie Huntsinger, kierowniczka Telluride Film Festival
- Annemarie Jacir, palestyńska reżyserka
- Virginie Ledoyen, francuska aktorka

### Cinéfondation i filmy krótkometrażowe
- Bertrand Bonello, francuski reżyser − przewodniczący jury
- Valeska Grisebach, niemiecka reżyserka
- Khalil Joreige, libański reżyser
- Alanté Kavaïté, litewska reżyserka
- Ariane Labed, francuska aktorka

### Złota Kamera – debiuty reżyserskie
- Ursula Meier, szwajcarska reżyserka − przewodnicząca jury
- Marie Amachoukeli, francuska reżyserka
- Iris Brey, francuska reżyserka
- Sylvain Fage, prezes Cinéphase
- Jeanne Lapoirie, francuska operatorka filmowa
- Arnaud i Jean-Marie Larrieu, francuscy reżyserzy

### Złote Oko – filmy dokumentalne
- Emmanuel Finkiel, francuski reżyser − przewodniczący jury
- Lolita Chammah, francuska aktorka
- Isabelle Danel, francuska krytyczka filmowa
- Kim Longinotto, brytyjska reżyserka
- Paul Sturtz, założyciel True/False Film Festival

## Selekcja oficjalna

### Otwarcie i zamknięcie festiwalu
|             | Tytuł                             | Reżyseria      | Kraj produkcji |
| ----------- | --------------------------------- | -------------- | -------------- |
| Otwierający | Wszyscy wiedzą                    | Asghar Farhadi | Hiszpania      |
| Zamykający  | Człowiek, który zabił Don Kichota | Terry Gilliam  | Hiszpania      |

### Konkurs główny
Następujące filmy zostały wyselekcjonowane do udziału w konkursie głównym o Złotą Palmę:
| Tytuł polski                   | Tytuł oryginalny               | Reżyseria               | Kraj produkcji    |
| ------------------------------ | ------------------------------ | ----------------------- | ----------------- |
| Dzika grusza                   | Ahlat Ağacı                    | Nuri Bilge Ceylan       | Turcja            |
| Ajka                           | Айка Ajka                      | Siergiej Dworcewoj      | Kazachstan        |
| Płomienie                      | 버닝 Beoning                   | Lee Chang-dong          | Korea Południowa  |
| Czarne bractwo. BlacKkKlansman | BlacKkKlansman                 | Spike Lee               | Stany Zjednoczone |
| Kafarnaum                      | كفرناحوم Capharnaüm            | Nadine Labaki           | Liban             |
| Nóż + serce                    | Un couteau dans le cœur        | Yann Gonzalez           | Francja           |
| Dogman                         | Dogman                         | Matteo Garrone          | Włochy            |
| Na wojnie                      | En guerre                      | Stéphane Brizé          | Francja           |
| Córy słońca                    | Les filles du soleil           | Eva Husson              | Francja           |
| Najczystszy jest popiół        | 江湖儿女 Jiang hu er nü        | Jia Zhangke             | Chiny             |
| Szczęśliwy Lazzaro             | Lazzaro felice                 | Alice Rohrwacher        | Włochy            |
| Lato                           | Лето Lieto                     | Kiriłł Sieriebriennikow | Rosja             |
| Jean-Luc Godard. Imaginacje    | Le livre d'image               | Jean-Luc Godard         | Szwajcaria        |
| Złodziejaszki                  | 万引き家族 Manbiki kazoku      | Hirokazu Koreeda        | Japonia           |
| Asako. Dzień i noc             | 寝ても覚めても Netemo sametemo | Ryūsuke Hamaguchi       | Japonia           |
| Sorry Angel                    | Plaire, aimer et courir vite   | Christophe Honoré       | Francja           |
| Trzy twarze                    | سه رخ Se rokh                  | Dżafar Panahi           | Iran              |
| Wszyscy wiedzą                 | Todos lo saben                 | Asghar Farhadi          | Hiszpania         |
| Tajemnice Silver Lake          | Under the Silver Lake          | David Robert Mitchell   | Stany Zjednoczone |
| Yomeddine. Podróż życia        | يوم الدين Yomeddine            | Abu Bakr Shawky         | Egipt             |
| Zimna wojna                    | Zimna wojna                    | Paweł Pawlikowski       | Polska            |

### Sekcja "Un Certain Regard"
Następujące filmy zostały wyświetlone na festiwalu w ramach sekcji "Un Certain Regard":
| Tytuł polski              | Tytuł oryginalny                                            | Reżyseria                           | Kraj produkcji    |
| ------------------------- | ----------------------------------------------------------- | ----------------------------------- | ----------------- |
| Sextape                   | À genoux les gars                                           | Antoine Desrosières                 | Francja           |
| Łagodna obojętność świata | Әлемнің жұмсақтық мазасыздығы Älemniñ jumsaqtıq mazasızdığı | Adilchan Jerżanow                   | Kazachstan        |
| Anioł                     | El Ángel                                                    | Luis Ortega                         | Argentyna         |
| Łaskotki                  | Les chatouilles                                             | Andréa Bescond i Eric Métayer       | Francja           |
| Umarły i inni             | Chuva é Cantoria na Aldeia dos Mortos                       | Renée Nader Messora i João Salaviza | Portugalia        |
| Długa podróż dnia ku nocy | 地球最後的夜晚 Di qiu zui hou de ye wan                     | Bi Gan                              | Chiny             |
| Donbas                    | Донбасс Donbass                                             | Siergiej Łoźnica                    | Ukraina           |
| Euforia                   | Euforia                                                     | Valeria Golino                      | Włochy            |
| Dziewczyna                | Girl                                                        | Lukas Dhont                         | Belgia            |
| Granica                   | Gräns                                                       | Ali Abbasi                          | Szwecja           |
| Anielska twarz            | Gueule d'ange                                               | Vanessa Filho                       | Francja           |
| W pokoju                  | In My Room                                                  | Ulrich Köhler                       | Niemcy            |
| Manto                     | मंटो Manto                                                    | Nandita Das                         | Indie             |
| My Favourite Fabric       | Mon tissu préféré                                           | Gaya Jiji                           | Syria             |
| Mrzyj, monstrum, mrzyj    | Muere, monstruo, muere                                      | Alejandro Fadel                     | Argentyna         |
| Rafiki                    | Rafiki                                                      | Wanuri Kahiu                        | Kenia             |
| Sofia                     | Sofia                                                       | Meryem Benm'Barek-Aloïsi            | Maroko            |
| Żniwa                     | Die Stropers                                                | Etienne Kallos                      | Południowa Afryka |

### Pokazy pozakonkursowe
Następujące filmy zostały wyświetlone na festiwalu w ramach pokazów pozakonkursowych:
| Tytuł polski                        | Tytuł oryginalny               | Reżyseria        | Kraj produkcji    |
| ----------------------------------- | ------------------------------ | ---------------- | ----------------- |
| Arktyka                             | Arctic                         | Joe Penna        | Islandia          |
| 451 stopni Fahrenheita              | Fahrenheit 451                 | Ramin Bahrani    | Stany Zjednoczone |
| Szpieg                              | 공작 Gongjak                   | Yoon Jong-bin    | Korea Południowa  |
| Niezatapialni                       | Le grand bain                  | Gilles Lellouche | Francja           |
| Dom, który zbudował Jack            | The House That Jack Built      | Lars von Trier   | Dania             |
| Człowiek, który zabił Don Kichota   | The Man Who Killed Don Quixote | Terry Gilliam    | Hiszpania         |
| Han Solo: Gwiezdne wojny – historie | Solo: A Star Wars Story        | Ron Howard       | Stany Zjednoczone |
| Whitney                             | Whitney                        | Kevin Macdonald  | Wielka Brytania   |

### Pokazy specjalne
Następujące filmy zostały wyświetlone na festiwalu w ramach pokazów specjalnych:
| Tytuł polski                        | Tytuł oryginalny                         | Reżyseria                                                                            | Kraj produkcji |
| ----------------------------------- | ---------------------------------------- | ------------------------------------------------------------------------------------ | -------------- |
| Martwe dusze                        | Dead Souls                               | Wang Bing                                                                            | Szwajcaria     |
| Wielki Mistyczny Cyrk               | O Grande Circo Místico                   | Carlos Diegues                                                                       | Brazylia       |
| Jeszcze dzień życia                 | Jeszcze dzień życia                      | Damian Nenow i Raúl de la Fuente                                                     | Polska         |
| Na cztery wiatry                    | Libre                                    | Michel Toesca                                                                        | Francja        |
| Papież Franciszek i jego przesłanie | Pope Francis: A Man of His Word          | Wim Wenders                                                                          | Szwajcaria     |
| Państwo kontra Mandela i inni       | The State Against Mandela and the Others | Nicolas Champeaux i Gilles Porte                                                     | Francja        |
| Dziesięć lat: Tajlandia             | สิบปีในประเทศไทย Ten Years Thailand        | Aditya Assarat, Wisit Sasanatieng, Chulayarnnon Siriphol i Apichatpong Weerasethakul | Tajlandia      |
| Przemierzając Francję               | La traversée                             | Romain Goupil                                                                        | Francja        |

## Laureaci nagród

### Konkurs główny
Złota Palma

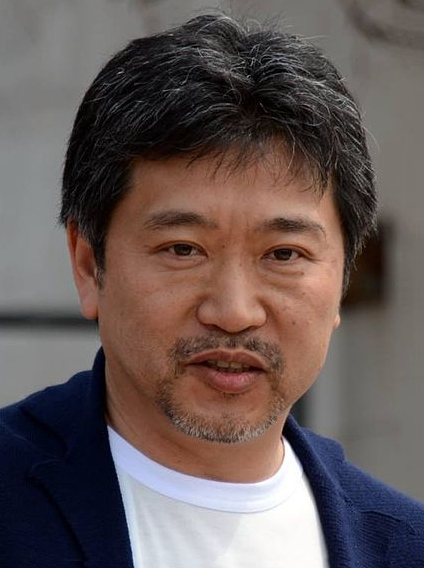
Laureat Złotej Palmy Hirokazu Koreeda.

- Złodziejaszki, reż. Hirokazu Koreeda

Grand Prix
- Czarne bractwo. BlacKkKlansman, reż. Spike Lee

Nagroda Jury
- Kafarnaum, reż. Nadine Labaki

Najlepsza reżyseria
- Paweł Pawlikowski − Zimna wojna

Najlepsza aktorka
- Samał Jesliamowa − Ajka

Najlepszy aktor
- Marcello Fonte − Dogman

Najlepszy scenariusz
- Alice Rohrwacher − Szczęśliwy Lazzaro
- Dżafar Panahi i Nader Saeivar − Trzy twarze

Specjalna Złota Palma
- Jean-Luc Godard. Imaginacje, reż. Jean-Luc Godard

### Sekcja "Un Certain Regard"
Nagroda Główna

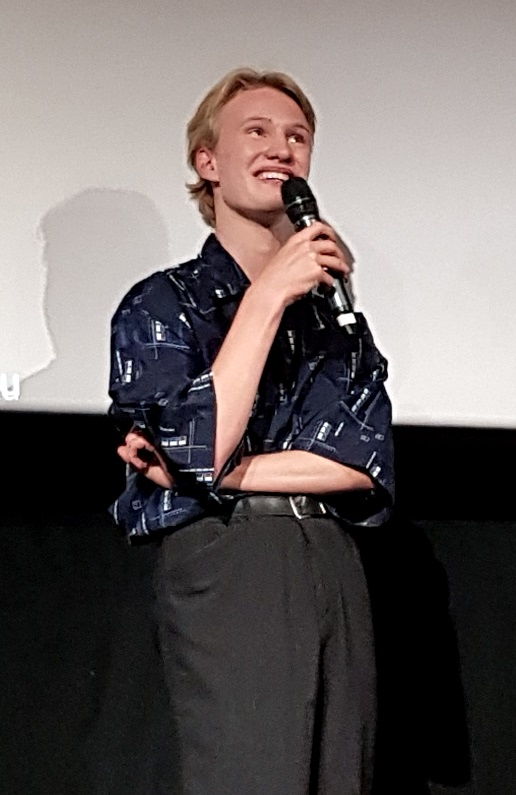
Nagrodzony aktor Victor Polster.

- Granica, reż. Ali Abbasi

Nagroda Jury
- Umarły i inni, reż. Renée Nader Messora i João Salaviza

Najlepsza reżyseria
- Siergiej Łoźnica − Donbas

Najlepsza kreacja aktorska
- Victor Polster − Dziewczyna

Najlepszy scenariusz
- Meryem Benm'Barek-Aloïsi − Sofia

### Konkurs filmów krótkometrażowych
Złota Palma dla najlepszego filmu krótkometrażowego
- Wszystkie te stworzenia, reż. Charles Williams

Wyróżnienie Specjalne
- Na granicy, reż. Wei Shujun

Nagroda Cinéfondation dla najlepszej etiudy studenckiej
- I miejsce:  El verano del léon eléctrico, reż. Diego Céspedes
- II miejsce:  Dong wu xiong meng, reż. Di Shen /  Kalendarz, reż. Igor Poplauchin
- III miejsce:  Nieożywione, reż. Lucia Bulgheroni

### Wybrane pozostałe nagrody

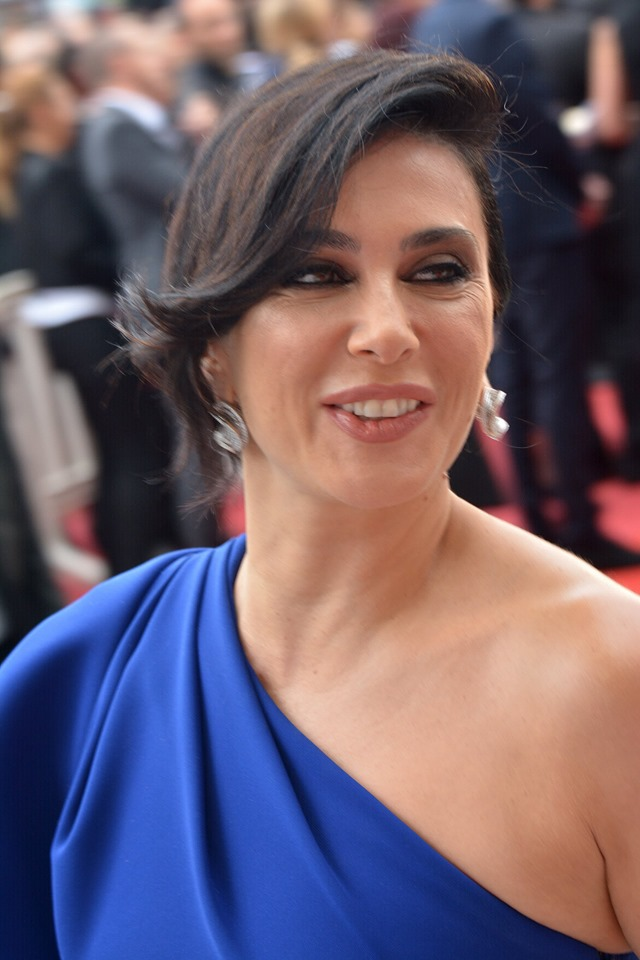
Zdobywczyni kilku nagród Nadine Labaki.

Złota Kamera za najlepszy debiut reżyserski
- Dziewczyna, reż. Lukas Dhont

Nagroda Główna w sekcji "Międzynarodowy Tydzień Krytyki"
- Diamantino, reż. Gabriel Abrantes i Daniel Schmidt

Nagroda Główna w sekcji "Quinzaine des Réalisateurs" – CICAE Award
- Climax, reż. Gaspar Noé

Nagroda Label Europa Cinemas dla najlepszego filmu europejskiego w sekcji "Quinzaine des réalisateurs"
- Nadmiar łaski, reż. Gianni Zanasi

Złote Oko za najlepszy film dokumentalny
- La strada dei Samouni, reż. Stefano Savona
  - Wyróżnienie:  Na cztery wiatry, reż. Michel Toesca /  Oczy Orsona Wellesa, reż. Mark Cousins

Nagroda FIPRESCI
- Konkurs główny:  Płomienie, reż. Lee Chang-dong
- Sekcja "Un Certain Regard":  Dziewczyna, reż. Lukas Dhont
- Sekcja "Międzynarodowy Tydzień Krytyki":  Pewnego dnia, reż. Zsófia Szilágyi

Nagroda Jury Ekumenicznego
- Kafarnaum, reż. Nadine Labaki
  - Wyróżnienie:  Czarne bractwo. BlacKkKlansman, reż. Spike Lee

Nagroda Vulcan dla artysty technicznego
- Shin Jum-hee za scenografię do filmu Płomienie

Nagroda za najlepszą ścieżkę dźwiękową
- Roman Biłyk i Gierman Osipow − Lato

Nagroda im. François Chalais dla filmu propagującego znaczenie dziennikarstwa
- Yomeddine. Podróż życia, reż. Abu Bakr Shawky

Queerowa Palma dla najlepszego filmu o tematyce LGBT
- Dziewczyna, reż. Lukas Dhont

Nagroda Palm Dog dla najlepszego psiego występu na festiwalu
- Dogman, reż. Matteo Garrone